# Concha del Peregrino

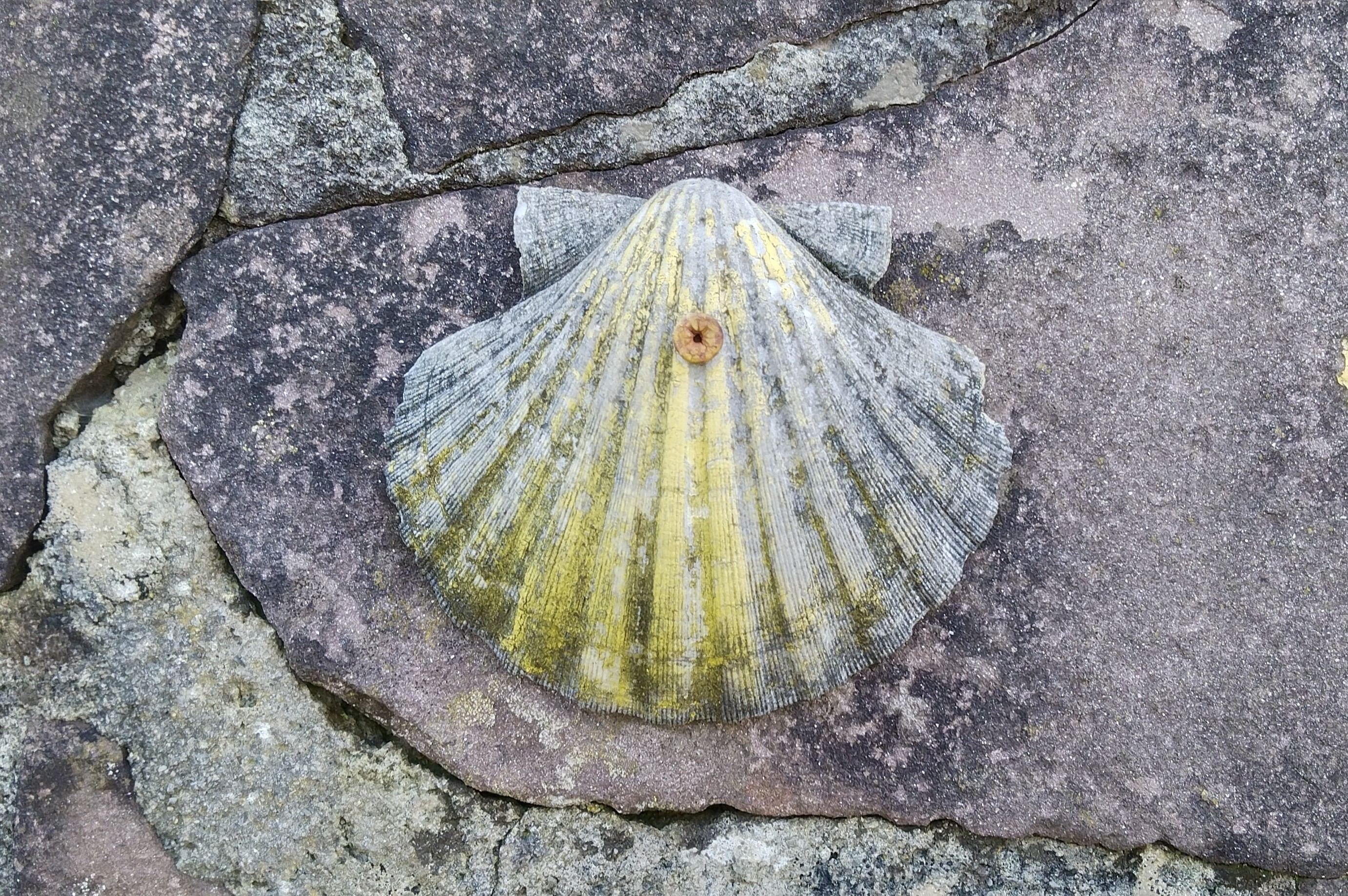
Concha en el Camino de Santiago

La Concha del  Peregrino es el símbolo universal del Camino de Santiago.
La concha de vieira, un molusco bivalvo muy común en Galicia, parece hoy un objeto casi imprescindible para el peregrino que emprende su viaje. Pese a su popularidad, la razón por la que los primeros caminantes la adoptaron se desconoce.
La teoría más aceptada es que  su uso vino de la mano del asentamiento de mercaderes alrededor de la Catedral de Santiago de Compostela, aprovechando el auge de las peregrinaciones en la Edad Media. Estos mercaderes habrían popularizado la venta de conchas de vieira entre los peregrinos; algo así como un recuerdo que llevar con ellos de vuelta a casa.

## Significado
Su utilidad   desde el comienzo de las peregrinaciones a Santiago de Compostela era distinguir a los caminantes que habían concluido su peregrinación por el Camino de Santiago.
A todos los peregrinos que habían llegado a Santiago de Compostela se les entregaba un documento acreditativo y se les concedía una concha de vieira para colocarla en el sombrero o en la capa.

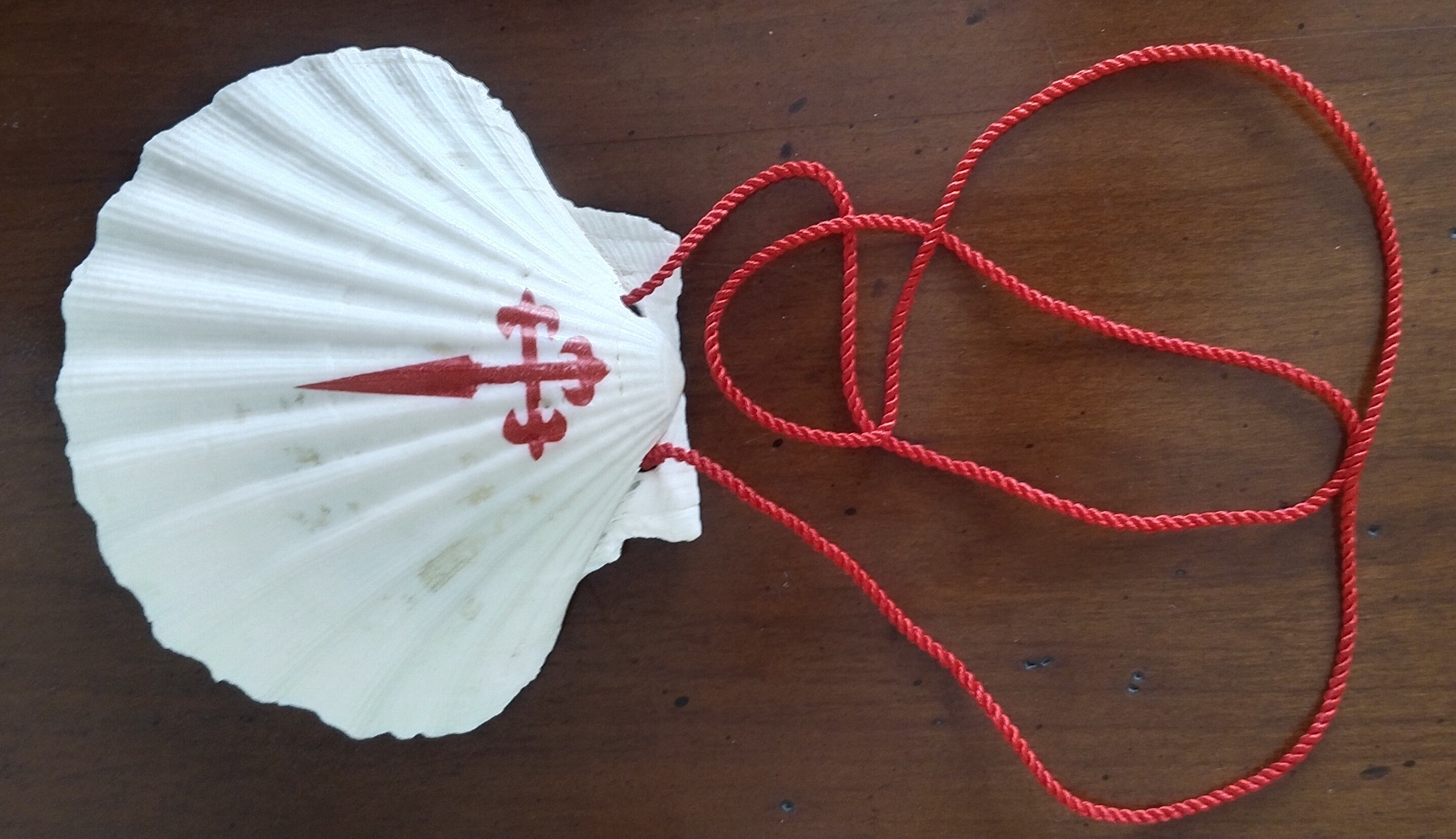
Concha del Peregrino

Portar la concha de vieira era considerado como una forma de tributo al Apóstol, como ya se indicaba en los textos del Códice Calixtino.
De esta forma, inicialmente la concha de peregrino permitía distinguir a los peregrinos que regresaban a casa de los que aún no habían llegado a ciudad santa.
La popularización de la concha de vieira ha hecho que los peregrinos la terminen portando indistintamente de si han visitado ya Santiago de Compostela o no.
Con el paso de los años, la concha del peregrino ha pasado de ser un distintivo de los peregrinos para convertirse en todo un símbolo del Camino de Santiago.  De hecho, la concha de vieira es uno de los símbolos usados oficialmente  para la señalización del Camino de Santiago que llevan  cientos de mojones repartidos por todas las rutas reconocidas como oficiales, impreso en color amarillo.